# Heilig Hartkerk (Winterslag)

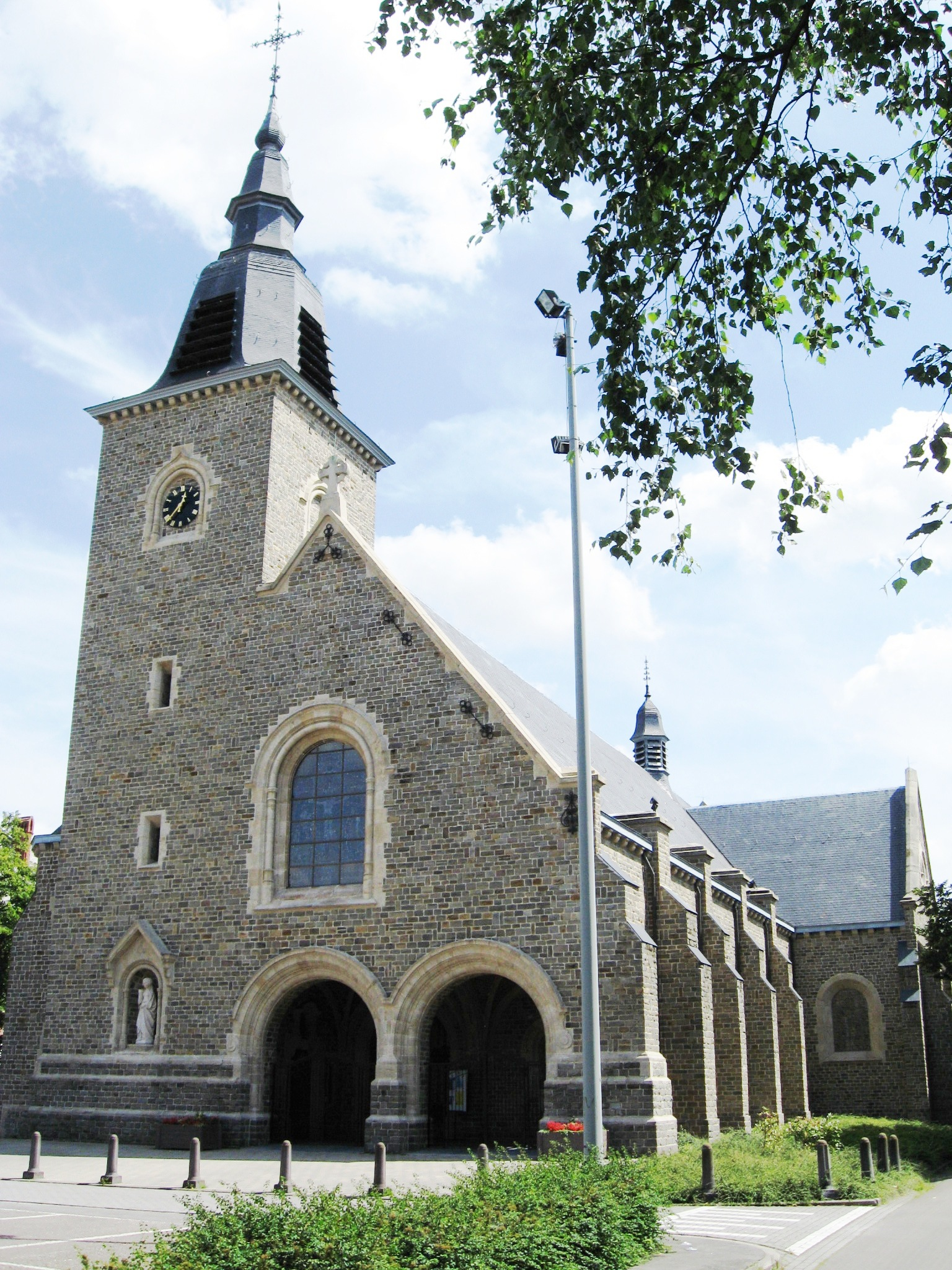
Heilig Hartkerk

De Heilig Hartkerk is de parochiekerk van Winterslag, gelegen aan Evence Coppéeplaats 2, en een van de zogenaamde mijnkathedralen, gebouwd in opdracht van de eigenaars van de steenkoolmijn van Winterslag.

## Gebouw
In tegenstelling tot de andere mijnkathedralen in Belgisch-Limburg is deze niet uit baksteen, maar uit breuksteen opgetrokken. De kruiskerk is gebouwd in eclectische stijl met neoromaanse elementen naar ontwerp van Adrien Blomme. Ze werd gebouwd van 1923-1925. De lage, vierkante toren is in de voorgevel opgenomen en wordt gedekt door een helmvormige spits. Opvallend zijn de steunberen en het vieringtorentje. In 2020 heropende de kerk na een grondige renovatie van 8 maanden, het volledig interieur werd vernieuwd en de kerk kreeg ook nieuw meubilair. Het nieuwe altaar werd gemaakt van het hout van de oude banken.

## Meubilair
Het meubilair omvat een linkerzijaltaar uit 1651 en twee biechtstoelen uit de 18e en 19e eeuw. De derde biechtstoel is uit eind 19e eeuw. Van de vierde biechtstoel bleef een beeld van Sint-Marcus bewaard. Uit de 16e eeuw dateert een beeld van Sint-Anna.
Er werden nog enkele beelden aangekocht. De glas-in-loodramen beelden de marteldood van de heilige Barbara uit, en ze bevatten de wapenschilden van familie Coppée. Deze Waalse familie bezat in de 19e eeuw hoogovens en staalfabrieken, en later ook steenkoolmijnen, waaronder die van Winterslag.
Ook in de voorgevel is, in een nis, een beeld van de heilige Barbara geplaatst. Zij is patrones van de mijnwerkers.